# Championnat du Guatemala de football 1978
Navigation
Saison précédente Saison suivante
La Liga Nacional 1978 est la vingt-septième édition de la première division guatémaltèque.
Lors de ce tournoi, le CSD Comunicaciones a tenté de conserver son titre de champion du Guatemala face aux dix-sept meilleurs clubs guatémaltèques.
Dans un premier temps, chacun des dix-huit clubs participant était confronté deux fois aux cinq autres équipes de leur groupe. Puis les quatre meilleurs de chaque groupe se sont affrontés deux fois de plus lors de la seconde phase du championnat.
Seulement quatre places étaient qualificatives pour la Coupe de la Fraternité.

## Les 18 clubs participants
| \| Guatemala: Aurora FC CSD Comunicaciones CSD Municipal Tipografía Nacional Universidad SC Deportivo Amatitlán Antigua GFC Guatemala Caminos Chiquimulilla Cobán Imperial Guatemala Juventud Escuintleca CSD Galcasa Juventud Catolica Guatemala Juventud Retalteca Dep. Suchitepéquez Guatemala Deportivo Tiquisate Guatemala Xelaju MC Deportivo Zacapa \| Localisation des clubs engagés dans le championnat. |
| Guatemala: Aurora FC CSD Comunicaciones CSD Municipal Tipografía Nacional Universidad SC Deportivo Amatitlán Antigua GFC Guatemala Caminos Chiquimulilla Cobán Imperial Guatemala Juventud Escuintleca CSD Galcasa Juventud Catolica Guatemala Juventud Retalteca Dep. Suchitepéquez Guatemala Deportivo Tiquisate Guatemala Xelaju MC Deportivo Zacapa                                                           |

Ce tableau présente les dix-huit équipes qualifiées pour disputer le championnat 1978. On y trouve le nom des clubs, le nom des stades dans lesquels ils évoluent ainsi que la capacité et la localisation de ces derniers.
| Club                    | Stade                            | Capacité          | Ville             |
| Deportivo Amatitlán     | Stade Municipal Amatitlan        | 12 000            | Amatitlán         |
| Antigua GFC             | Stade Pensativo                  | 10 000            | Antigua Guatemala |
| Aurora FC               | Stade de l'Ejército              | 13 300            | Guatemala City    |
| Caminos Chiquimulilla   | Stade inconnu                    | Capacité inconnue | Chiquimulilla     |
| Cobán Imperial          | Stade Verapaz                    | 15 000            | Cobán             |
| CSD Comunicaciones      | Stade Mateo Flores               | 30 000            | Guatemala City    |
| Juventud Escuintleca    | Stade Ricardo Muñoz Gálvez       | 3 000             | Escuintla         |
| CSD Galcasa             | Stade inconnu                    | Capacité inconnue | Villa Nueva       |
| Juventud Catolica       | Stade inconnu                    | Capacité inconnue | Puerto Barrios    |
| CSD Municipal           | Stade Mateo Flores               | 30 000            | Guatemala City    |
| CSD Pensamiento         | Stade inconnu                    | Capacité inconnue | Ville inconnue    |
| Juventud Retalteca      | Stade Óscar Monterroso Izaguirre | 8 000             | Retalhuleu        |
| Deportivo Suchitepéquez | Stade Carlos Salazar Hijo        | 12 000            | Mazatenango       |
| Tipografía Nacional     | Stade La Pedrera                 | Capacité inconnue | Guatemala City    |
| Deportivo Tiquisate     | Stade Municipal de Tiquisate     | Capacité inconnue | Tiquisate         |
| Universidad SC          | Stade de la Revolución           | 5 000             | Guatemala City    |
| Xelaju MC               | Stade Mario Camposeco            | 11 000            | Quetzaltenango    |
| Deportivo Zacapa        | Stade David Ordoñez Bardales     | 10 000            | Zacapa            |

## Compétition
La compétition se déroule en deux phases:
- La première phase : dix journées de championnat pour chaque groupe.
- La seconde phase : vingt-deux journées de championnat entre les douze meilleures équipes de la première phase.

### Première phase
Lors de la première phase les dix-huit équipes affrontent à deux reprises les cinq autres équipes de leur groupe selon un calendrier tiré aléatoirement.
Les quatre meilleures équipes de chaque groupe sont qualifiées pour la seconde phase du championnat.
Le classement est établi sur l'ancien barème de points (victoire à 2 points, match nul à 1, défaite à 0).
Le départage final se fait selon les critères suivants :
- Le nombre de points.
- La différence de buts générale.
- Le nombre de buts marqué.

#### Classement
| Rang | Équipe                | Pts | J  | G | N | P | Bp | Bc | Diff |
| ---- | --------------------- | --- | -- | - | - | - | -- | -- | ---- |
| 1    | CSD Comunicaciones T  | 15  | 10 | 7 | 1 | 2 | 21 | 8  | +13  |
| 2    | CSD Galcasa           | 11  | 10 | 4 | 3 | 3 | 13 | 9  | +4   |
| 3    | Deportivo Amatitlán P | 11  | 10 | 4 | 3 | 3 | 10 | 8  | +2   |
| 4    | Tipografía Nacional   | 10  | 10 | 5 | 0 | 5 | 9  | 11 | -2   |
| 5    | Universidad SC        | 9   | 10 | 3 | 3 | 4 | 12 | 13 | -1   |
| 6    | Antigua GFC           | 4   | 10 | 1 | 2 | 7 | 8  | 24 | -16  |

| Rang | Équipe                  | Pts | J  | G | N | P | Bp | Bc | Diff |
| ---- | ----------------------- | --- | -- | - | - | - | -- | -- | ---- |
| 1    | Aurora FC               | 14  | 10 | 6 | 2 | 2 | 20 | 11 | +9   |
| 2    | Juventud Retalteca      | 11  | 10 | 4 | 3 | 3 | 26 | 14 | +12  |
| 3    | Deportivo Suchitepéquez | 11  | 10 | 3 | 5 | 2 | 12 | 11 | +1   |
| 4    | Deportivo Tiquisate     | 11  | 10 | 4 | 3 | 3 | 14 | 15 | -1   |
| 5    | Xelaju MC               | 10  | 10 | 3 | 4 | 3 | 11 | 10 | +1   |
| 6    | Juventud Escuintleca    | 3   | 10 | 1 | 1 | 8 | 3  | 25 | -22  |

| Rang | Équipe                | Pts | J  | G | N | P | Bp | Bc | Diff |
| ---- | --------------------- | --- | -- | - | - | - | -- | -- | ---- |
| 1    | Cobán Imperial        | 18  | 10 | 8 | 2 | 0 | 18 | 2  | +16  |
| 2    | CSD Municipal         | 14  | 10 | 4 | 6 | 0 | 16 | 7  | +9   |
| 3    | Caminos Chiquimulilla | 10  | 10 | 4 | 2 | 4 | 12 | 12 | 0    |
| 4    | Deportivo Zacapa      | 8   | 10 | 2 | 4 | 4 | 5  | 10 | -5   |
| 5    | Juventud Catolica     | 7   | 10 | 2 | 3 | 5 | 14 | 19 | -5   |
| 6    | CSD Pensamiento P     | 3   | 10 | 1 | 1 | 8 | 9  | 24 | -15  |

| Légende : Qualifications et relégations | Légende : Qualifications et relégations     |
| --------------------------------------- | ------------------------------------------- |
|                                         | Qualifié pour la seconde phase              |
|                                         | Relégué en Primera División de Guatemala    |
|                                         | T Tenant du titre P Promu de la saison 1977 |

### Seconde phase
Lors de la seconde phase, les douze équipes qualifiées affrontent à deux reprises les autres équipes selon un calendrier tiré aléatoirement.
Le premier de la seconde phase est sacré champion du Guatemala.
Le dernier est quant à lui, relégué en Primera División de Guatemala.
Le classement est établi sur l'ancien barème de points (victoire à 2 points, match nul à 1, défaite à 0).
Le départage final se fait selon les critères suivants :
- Le nombre de points.
- La différence de buts générale.
- Le nombre de buts marqué.

#### Classement
| Rang | Équipe                  | Pts | J  | G  | N  | P  | Bp | Bc | Diff |
| ---- | ----------------------- | --- | -- | -- | -- | -- | -- | -- | ---- |
| 1    | Aurora FC               | 32  | 22 | 11 | 10 | 1  | 29 | 9  | +20  |
| 2    | CSD Comunicaciones T    | 29  | 22 | 10 | 9  | 3  | 42 | 24 | +18  |
| 3    | Cobán Imperial          | 29  | 22 | 11 | 7  | 4  | 29 | 15 | +14  |
| 4    | CSD Municipal           | 28  | 22 | 11 | 6  | 5  | 30 | 17 | +13  |
| 5    | Juventud Retalteca      | 28  | 22 | 8  | 12 | 2  | 29 | 18 | +11  |
| 6    | Caminos Chiquimulilla   | 23  | 22 | 10 | 3  | 9  | 24 | 30 | -6   |
| 7    | CSD Galcasa             | 21  | 22 | 7  | 7  | 8  | 22 | 26 | -4   |
| 8    | Deportivo Tiquisate     | 21  | 22 | 8  | 5  | 9  | 28 | 35 | -7   |
| 9    | Deportivo Suchitepéquez | 17  | 22 | 4  | 9  | 9  | 21 | 31 | -10  |
| 10   | Finanzas Industriales P | 14  | 22 | 5  | 4  | 13 | 19 | 35 | -16  |
| 11   | Tipografía Nacional     | 12  | 22 | 4  | 4  | 14 | 17 | 32 | -15  |
| 12   | Deportivo Zacapa        | 10  | 22 | 3  | 4  | 15 | 12 | 30 | -18  |

| Légende : Qualifications et relégations | Légende : Qualifications et relégations             |
| --------------------------------------- | --------------------------------------------------- |
|                                         | Coupe de la Fraternité 1979 (en) (Phase de groupes) |
|                                         | Relégué en Primera División de Guatemala            |
|                                         | T Tenant du titre P Promu de la saison 1977         |

## Bilan du tournoi
| Championnat du Guatemala de football 1978           |                      |
| Champion                                            | Aurora FC            |
| Dauphin                                             | CSD Comunicaciones   |
| Qualifications continentales                        |                      |
| Coupe de la fraternité 1979 (en) (Phase de groupes) | Aurora FC            |
| Coupe de la fraternité 1979 (en) (Phase de groupes) | CSD Comunicaciones   |
| Coupe de la fraternité 1979 (en) (Phase de groupes) | Cobán Imperial       |
| Coupe de la fraternité 1979 (en) (Phase de groupes) | CSD Municipal        |
| Promotions et relégations                           |                      |
| Promus en Liga Nacional de Guatemala                | Xelaju MC            |
| Relégués en Primera División de Guatemala           | Deportivo Zacapa     |
| Relégués en Primera División de Guatemala           | Universidad SC       |
| Relégués en Primera División de Guatemala           | Antigua GFC          |
| Relégués en Primera División de Guatemala           | Xelaju MC            |
| Relégués en Primera División de Guatemala           | Juventud Escuintleca |
| Relégués en Primera División de Guatemala           | Juventud Catolica    |
| Relégués en Primera División de Guatemala           | CSD Pensamiento      |